# Pranzo Oltranzista
Mike Pattons andra album Pranzo Oltranzista: Musica da Ravola per Cinque (Feststycke för fem instrument) släpptes den 22 april 1997. Här tar Mike Patton hjälp av sina medmusiker John Zorn på saxofon, Erik Friedlander på cello, Mark Ribot på gitarr, och William Winant på trummor. Skivan är ännu en gång släppt på kollegan John Zorns skivbolag Tzadik.

## Låttitlar
1. Elettricità Atmosferiche Candite
2. Carne Cruda Squarciata Dal Suono Di Sassofono
3. Vivanda in Scodella
4. Guerra in Letto
5. Contorno Tattile (Per Russolo)
6. I Rumori Nutrienti
7. Garofani Allo Spiedo
8. Aerovivanda
9. Scoppioningola
10. Latte Alla Luce Verde
11. Bombe a Mano